# Sülecik, Süloğlu
Sülecik là một xã thuộc huyện Süloğlu, tỉnh Edirne, Thổ Nhĩ Kỳ. Dân số thời điểm năm 2011 là 168 người.